# Natalia de Andrés
Natalia de Andrés del Pozo (Rüsselsheim am Main, 9 de agosto de 1968) es una política española del Partido Socialista Obrero Español. Fue alcaldesa de Alcorcón entre 2019 y 2023, cuando se convirtió en la primera mujer en desempeñar el cargo.

## Biografía

### Infancia y juventud
Natalia de Andrés nació en la ciudad alemana de Rüsselsheim am Main (entonces Alemania Occidental), donde sus padres fueron emigrantes. Cuando tenía cuatro meses, sus padres regresaron a Alcorcón y cursó sus estudios en el colegio público Jesús Varela, el centro educativo Juan XXIII y el IES Galileo Galilei de Alcorcón. Inició su vida laboral como trabajadora autónoma a los 19 años,[cita requerida] actividad que compaginó con su actividad política. Paralelamente, participó en movimientos sociales y ONG, así como en la Asociación Amigos del Pueblo Saharaui, con la que ha colaborado.[cita requerida]

### Trayectoria política
Inició su andadura política a los quince años en las Juventudes Comunistas de Madrid. Como dirigente del movimiento juvenil trabajó en la búsqueda de puntos de encuentro entre las culturas mayoritarias de la izquierda[cita requerida], formando parte activa en el proceso de integración del Partido de los Trabajadores de España en el PSOE.
Formó parte de la candidatura del Partido Socialista Obrero Español de Alcorcón en las elecciones municipales de 1995. Comenzó su experiencia en la administración municipal como directora de Servicios de Juventud de Alcorcón durante la legislatura 1995-1999.
Con la victoria del Partido Socialista de Alcorcón en las elecciones locales de 2003, fue nombrada concejala de Servicios Sociales del Ayuntamiento de Alcorcón, responsabilidad que compatibilizó con su labor como portavoz del Grupo Municipal Socialista, segunda teniente de alcalde y de presidenta del pleno municipal.
En 2007, pasó a desempeñar el cargo de concejala delegada de Urbanismo, Obras Públicas y Medio Ambiente. Como portavoz del PSOE fue nombrada coordinadora del Área Social y posteriormente del Área de Desarrollo Territorial. Abandonó este puesto cuando el gobierno municipal pasó a manos del Partido Popular en junio de 2011.
Con la victoria del PP en 2011, Natalia de Andrés pasó a ser líder de la oposición tras la renuncia de Enrique Cascallana.
El 22 de abril de 2012 Natalia de Andrés, que encabezaba la única lista presentada para este proceso, fue elegida como nueva secretaria general de la agrupación socialista de Alcorcón con un 74,6% de los votos de los militantes.
El 22 de septiembre Natalia de Andrés anunció su candidatura a las primarias de PSOE Alcorcón. En una asamblea de militantes celebrada el 20 de octubre de 2014 su candidatura venció las primarias con 284 votos a la candidatura alternativa en una asamblea que contó con una participación del 80% de la militancia. Natalia de Andrés, que encabeza la única lista de candidatos aprobada en asamblea de cara a las elecciones municipales del 24 de mayo, logró el 20 de febrero el apoyo del 93,2% de los militantes (165 votos a favor, 11 blancos y 1 nulo), con una lista de candidatos caracterizada por la total renovación.
En las elecciones municipales del 26 de mayo de 2019 celebradas en Alcorcón, la candidatura del Partido Socialista Obrero Español liderada por Natalia de Andrés obtuvo una mayoría simple de 9 concejales, mejorando en 2 concejales los resultados de las elecciones de 2015.
El 15 de junio de 2019, fue elegida alcaldesa de Alcorcón por mayoría absoluta con los 9 votos a favor del PSOE y los 5 de Unidas Podemos Ganar Alcorcón, convirtiéndose en la primera alcaldesa de Alcorcón desde la constitución de los ayuntamientos democráticos.
En 2022 fue condenada judicialmente e inhabilitada por la quiebra de la empresa municipal de vivienda de Alcorcón (EMGIASA) como responsable de forma subsidiaria, lo que generó un verdadero terremoto político en Alcorcón al negarse a dimitir, y dicha inhabilitación propició que no se volviese a presentar a las elecciones de 2023, siendo su sustituta Candelaria Testa.